# Миленко Браковић
Миленко Браковић (Доња Врбава, 1904 — Бела Црква, 7. јул 1941) је био жандармеријски каплар.

## Биографија

### Порекло
Родио се 1904. године у гружанског селу Доња Врбава, у сиромашној породици као син Косте Браковића и Јованке. Старином је породица потицала од српског племена Братоножића из Брда, који према традицији воде порекло од Вука Бранковића, а у Доњу Врбаву су дошли током 18. или првих година 19. века. Миленко је имао два брата и три сестре.

### Други светски рат
Други светски рат је Браковића затекао у чину жандармеријског каплара у селу Завлака код Крупња, где је био и верен, премда је свадба привремено одложена услед окупације. Браковић је наставио да врши службу и под Комесарском управом Милана Аћимовића, односно међу жандармима које је окупио пуковник Јован Тришић.
На Ивањдан 7. јула 1941. године, требало је да се одржи традиционални вашар у селу Бела Црква. Међутим, услед ратних прилика, сеоски прваци су саопштили да вашара неће бити, те су се мештани почели разилазити, али је један део њих остао крај сеоске кафане. Нешто око 17 часова, у село су стигли наоружани припадници Рађевачке чете Ваљевског партизанског одреда и почели да држе говоре. Ту су били командант чете др Миша Пантић, Жикица Јовановић Шпанац и учитељ Чедомир Милосављевић. Након одржаних говора су се повукли.
Ипак, председник сеоске општине је обавестио жандармеријску станицу у оближњем селу Завлака, да су се у селу појавили партизани. Командир станице у Завлаци наредник Богдан Лончар је са капларом Миленком Браковићем одмах пошао у Белу Цркву. Пошто су пристигли у село, комунистички симпатизер студент Владан Бојовић је дојавио припадницима Рађевачке чете да су у село пристигли жандарми. Они су се вратили и дошло је до међусобног сукоба у којем су Лончар и Браковић погинули, а на њих је лично пуцао Жикица Јовановић Шпанац.
Браковић је најпре сахрањен у Завлаци, да би доцније породица пренела његове посмртне остатке у родну Доњу Врбаву и ту му подигла надгробни споменик, који је срушен након 1944. године, па обновљен 1970. године.

## Наслеђе
Убиство Браковића и Лончара се у социјалистичкој Југославији прослављало као Дан устанка народа Србије.
У порти цркве св. Ђорђа у Белој Цркви је 2000. године подигнут заједнички споменик Браковићу и Лончару.
Решењем Окружног суда у Шапцу од 11. децембра 2008. године, Богдан Лончар и Миленко Браковић су рехабилитовани као жртве прогона и насиља од стране припадника партизанског покрета.